# 小鴨元清
小鴨 元清（おがも もときよ）は、戦国時代から江戸時代初期にかけての武将。伯耆国久米郡岩倉城主。一部で羽衣石城主とする記述が見られるが誤りである。
　

## 経歴
南条宗勝の次男として誕生。生年不詳である元清の初見は永禄5年（1562年）11月、松尾神社に神田75石を寄進したのが初めである。しかし、近年の研究の結果、この元清なる人物は父の南条宗勝のことを指すことが判明した。
永禄から天正年間にかけて小鴨氏の家督を継ぎ、小鴨姓を名乗った。はじめ兄・南条元続と共に吉川元春に誓書を出して従っていたが、天正7年（1579年）に南条氏が織田氏の下へ離反し、翌天正8年（1580年）に元春が伯耆へ侵出した際には兄と共に八橋城を2波に渡って攻撃するも敗退した。その後の吉川氏との戦いにおいては、岩倉城を守って奮戦したが、鳥取城攻略に釘付けとなり、孤立した南条氏に援軍を出す余裕がなかった中国地方攻略軍である羽柴秀吉の援軍も途絶え、鳥取城包囲の織田軍の下へ逃亡する兵も出だしたため、天正10年（1582年）に羽衣石城が落城すると岩倉城を守っていた元清も元続と共に播磨国へ逃れた。
本能寺の変後、秀吉と毛利氏が和睦すると、天正12年（1584年）に東伯耆へ復帰。その後は病気がちになっていた元続の後見人となり、元続に代わり政務を担当した。天正15年（1587年）には秀吉に従って九州平定に従軍。高城包囲中に島津軍の夜襲を撃退している（『太閤記』）。天正19年（1591年）に元続が死去し、元忠が家督を継ぐとその後見人になり、打吹城番として城内の屋敷に住み政務を行った。文禄・慶長の役の際には元忠に代わって自ら1500人の兵を率いて朝鮮へ渡り、慶尚道仁道県の領主の子を生け捕るという手柄を立てている。
その後、後見人の座を巡る争いで元忠との確執が生じた元清は、山田越中守の進言で秀吉によって小西行長の下へ預けられ、この時南条姓に戻したという。また相良義陽の胴塚があった相良堂（相良神社）の修築も行った。慶長5年（1600年）の関ヶ原の戦いでは小西勢に属して加藤清正の隊と戦うが、家臣一同と同じく投降。戦後、小西家が没落すると6000石を以って清正の家臣に転じ、剃髪して元宅と名乗った。
慶長19年（1614年）、大坂の陣では豊臣秀頼に属すことを願い大坂へ向かうが、その船中で発病、建仁寺での療養の甲斐なく、同年2月13日に死去した（10月23日説もあり）。
幕末期の熊本藩（細川家）重臣宮村典太がまとめた『藻塩草』によれば、元宅（元清）が病死した際（没日を慶長19年（1614年）10月23日としている）、病身の嫡子「勘三郎」に代えて嫡孫の藤八郎（のちの南条元信）に跡目を譲るよう遺言したが、大坂にいた二男で庶子の作十郎（南条宜政）を立てる動きがあり、その結果宜政が跡式を継いだ。南条家中でこれを不服とした派は、藤八郎を奉じて加藤家を退転して小倉藩主細川忠興を頼り、藤八郎は3000石で召し抱えられたという。
熊本市中央区横手の禅定寺にある加藤家重臣の墓の中に「南条元宅の墓」もある。同寺には、細川家家臣として熊本に戻ることとなった孫の元信の墓もある

### 晩年に関する異説
元清の晩年に関しては諸説あり、上記の話は『南条氏盛衰記』に見える説に沿ったものである。しかし『伯耆民談記』によれば元清は関ヶ原の戦いの後、加藤清正には仕官せず、美作国へ逃れ、その地で死亡したとされる。また、東京大学所蔵の「南条系図」によれば元清は「作州才原」に住むとしている。ただしこれらの説は後世に書かれた書物に見られるだけのものであり、これを証明する確実な史料が存在するわけではない。一方で『南条氏盛衰記』説の方は傍証史料もあり、熊本県に墓石が存在するなどの事物も存在している。